# Няризь (приток Пильвы)
Няризь — река в России, протекает по Чердынскому району Пермского края.

## Георгафия
Течёт преимущественно в южном и юго-восточном направлениях. Устье реки находится в 47 км от устья Пильвы по правому берегу. Длина реки составляет 17 км.

## Данные водного реестра
По данным государственного водного реестра России относится к Камскому бассейновому округу, водохозяйственный участок реки — Кама от истока до водомерного поста у села Бондюг, речной подбассейн реки — бассейны притоков Камы до впадения Белой. Речной бассейн реки — Кама.
Код объекта в государственном водном реестре — 10010100112111100003734.